# Michael Marks
Michael E. Marks, född 31 december 1950, är en amerikansk företagsledare och riskkapitalist.
Michael Marks far ägde ett företag som sålde luftkonditioneringsapparater. Han växte upp i Saint Louis i Missouri och studerade 1969–1974 på Oberlin College i Ohio, där han tog en magisterexamen i psykologi, samt på Harvard University, där han tog en MBA 1976. 
Han flyttade från Saint Louis till Kalifornien under 1980-talet och arbetade för och på Flextronics fram till 2005, under perioden 1992–2005 som företagschef. Därefter var han partner i riskkapitalbolaget Kohlberg Kravis Roberts & Co. 2006–2007. Under 2006 var han också tillförordnad chef för Tesla.
Han grundade 2007 riskkapitalföretaget Riverwood Capital, 2104 riskkapitalboaget WRVI Capital och 2015 – tillsammans med Fritz Wolf och James Davidson – hustillverkningsföretaget Katerra i Kalifornien. Detta företag, som tillverkar stora byggnadselement i korslimmat trä, köpte 2016 bland annat den kanadensiska arkitektbyrån Michael Green Architecture. Han var också chef för Katerra 2017–2020.